# 1-я гвардейская механизированная бригада
1-я гвардейская механизированная Венская Краснознамённая ордена Суворова бригада — гвардейская механизированная бригада РККА в годы Великой Отечественной войны.
Условное наименование — войсковая часть полевая почта (в/ч пп) № 31690.
Сокращённое наименование — 1 гв. мехбр.

## История формирования
Бригада ведёт свою историю от 133-го стрелкового полка 45-й территориальной стрелковой дивизии (литер «Б»), сформированного 23 ноября 1923 года в городе Киев из частей 45-й Волынской Краснознамённой стрелковой дивизии 14-го стрелкового корпуса. 24 апреля 1924 года 45-я территориальная стрелковая дивизия (литер «Б») была переименована в 100-ю территориальную стрелковую дивизию, а 133-й полк в 298-й стрелковый полк этой дивизии. До 1937 года 298-й полк поочерёдно находился в городах Фастов и Шепетовка Украинской ССР. 19 января 1936 года дивизия была переведена с территориального на кадровый принцип организации и комплектования. В ноябре 1937 года дивизия из Киевского военного округа была передана в состав Белорусского военного округа и передислоцирована в Уручье. В это же время 298-й полк был переименован в 85-й стрелковый полк.
Осенью 1939 года полк в составе 100-й дивизии принимал участие в присоединении Западной Украины и Западной Белоруссии. С 16 декабря 1939 года по 13 марта 1940 года полк в составе 100-й дивизии участвовал в Зимней войне. 15 февраля 1940 года 85-й полк в составе дивизии прорвал Линию Маннергейма в районе Сумма-Хотинен уничтожив при этом восемь ДОТов, овладел станцией Сияние и участвовал в штурме города Выборг. За эту операцию сотни бойцов и командиров были награждены орденами и медалями, а разведчик лейтенант П. И. Ребенок и командир батальона старший лейтенант В. С. Мешков удостоены звания Герой Советского Союза.
Летом 1940 года 85-й полк в составе 100-й дивизии участвовал в освободительном походе Красной Армии в присоединении Бессарабии и Северной Буковины.
85-й полк в составе 100-й дивизии участвовал в Великой Отечественной войне с первых её дней. За боевые подвиги и героизм личного состава 100-я стрелковая дивизия приказом Народного комиссара обороны СССР № 308 от 18 сентября 1941 года была преобразована в 1-ю гвардейскую стрелковую дивизию, входившему в неё 85-му стрелковому полку также было присвоено почётное звание «Гвардейский»
5 марта 1942 года 85-й стрелковый полк был переименован во 2-й гвардейский стрелковый полк 1-й гвардейской стрелковой дивизии.
27 марта 1942 года 85-й стрелковый полк за мужество и героизм, проявленные в боях под Ливнами и Ельцом, был награждён орденом Красного Знамени.
На основании приказа НКО СССР № 00220 от 22 октября 1942 года и директивы Приволжского военного округа № орг/17677 от 26 октября 1942 года на базе  1-й гвардейской стрелковой дивизии был сформирован 1-й гвардейский механизированный корпус. Новые номера частям корпуса были присвоены директивой заместителя НКО СССР № Орг/2/2510 от 24 октября 1942 года. 2-й гвардейский стрелковый Краснознамённый полк был развернут в 1-ю гвардейскую механизированную Краснознамённую бригаду, по штатам № 04/551 и штатной численностью 3997 человек. 18-й гвардейский танковый полк был формировался на базе 27-й отдельной танковой бригады по штату № 04/552, штатной численностью танков: Т-34 28, Т-70 — 16. Формирование бригады проходило с 1 по 10 ноября 1942 года в Пригородной Слободе в окрестностях города Аткарска Саратовской области. Бригада не закончив формирование 10 ноября была отправлена в состав 1-й гвардейской армии. 16 ноября бригада прибыла на станцию Ярыженская откуда проследовала к месту сосредоточения — хутора Верхнереченский и Нижнереченский, где продолжила укомплектование.

## Участие в боевых действиях
Период вхождения в действующую армию: 15 ноября 1942 года — 15 ноября 1943 года, 31 декабря 1944 года — 9 мая 1945 года.
Боевой путь 1-й гвардейской механизированной бригады начался 17 декабря 1942 года прорывом сильно укреплённого района Астахов — Белавин и преследованием отступившего противника. 19 декабря 1-я бригада овладела хуторами Кружилин, Верхние и Нижние Груши, где враг организовал опорные пункты, взяв в плен 300 немцев и захватив большое количество трофеев.
1-я бригада закончила свои боевые действия в городе Гутенштайн 28 апреля 1945 года.
За время боёв в ходе Великой Отечественной войны бригадой было уничтожено:
- солдат и офицеров — 8987
- танков и САУ — 182
- самолётов — 12
- артиллерийских орудий разного калибра — 273
- миномётов — 128
- станковых пулемётов — 342
- бронемашин — 67
- автомашин — 786
- бронетранспортёров — 141

## Состав
- Управление бригады
- 1-й мотострелковый батальон
- 2-й мотострелковый батальон
- 3-й мотострелковый батальон
- Батальон автоматчиков
- Рота ПТР
- Рота ПВО
- Рота связи
- Разведывательная рота
- Миномётная батарея
- Артиллерийская батарея
- Истребительно-противотанковая батарея
- Рота управления
- Транспортная рота
- Санитарная рота
- 18-й гвардейский танковый полк

- Управление бригады (штат № 010/420)
- 1-й мотострелковый батальон (штат № 010/421)
- 2-й мотострелковый батальон (штат № 010/421)
- 3-й мотострелковый батальон (штат № 010/421)
- Миномётный батальон (штат № 010/422)
- Артиллерийский дивизион (штат № 010/423)
- Рота ПТР (штат № 010/424)
- Рота автоматчиков (штат № 010/425)
- Разведывательная рота (штат № 010/426)
- Рота управления (штат № 010/427)
- Рота технического обеспечения (штат № 010/428)
- Инженерно-минная рота (штат № 010/429)
- Автомобильная рота (штат № 010/430)
- Медико-санитарный взвод (штат № 010/431)
- 18-й гвардейский танковый полк (штат № 010/465)

## Подчинение
| Подчинение     | Подчинение                | Подчинение            | Подчинение                              | Подчинение                          |
| Дата           | Фронт (военный округ)     | Армия                 | Корпус                                  | Примечания                          |
| -------------- | ------------------------- | --------------------- | --------------------------------------- | ----------------------------------- |
| 1.11.1942 года | Приволжский военный округ | -                     | 1-й гвардейский механизированный корпус | -                                   |
| 1.12.1942 года | Юго-Западный фронт        | 1-я гвардейская армия | 1-й гвардейский механизированный корпус | -                                   |
| 1.01.1943 года | Юго-Западный фронт        | 3-я гвардейская армия | 1-й гвардейский механизированный корпус | -                                   |
| 1.02.1943 года | Юго-Западный фронт        | 3-я гвардейская армия | 1-й гвардейский механизированный корпус | -                                   |
| 1.03.1943 года | Юго-Западный фронт        | 1-я гвардейская армия | 1-й гвардейский механизированный корпус | -                                   |
| 1.04.1943 года | Юго-Западный фронт        | -                     | 1-й гвардейский механизированный корпус | -                                   |
| 1.05.1943 года | Юго-Западный фронт        | -                     | 1-й гвардейский механизированный корпус | -                                   |
| 1.06.1943 года | Юго-Западный фронт        | -                     | 1-й гвардейский механизированный корпус | -                                   |
| 1.07.1943 года | Юго-Западный фронт        | -                     | 1-й гвардейский механизированный корпус | -                                   |
| 1.08.1943 года | Юго-Западный фронт        | -                     | 1-й гвардейский механизированный корпус | -                                   |
| 1.09.1943 года | Юго-Западный фронт        | -                     | 1-й гвардейский механизированный корпус | -                                   |
| 1.10.1943 года | Юго-Западный фронт        | -                     | 1-й гвардейский механизированный корпус | -                                   |
| 1.11.1943 года | 2-й Украинский фронт      | -                     | 1-й гвардейский механизированный корпус | -                                   |
| 1.12.1943 года | Резерв ставки ВГК         | -                     | 1-й гвардейский механизированный корпус | Харьковские танковые военные лагеря |
| 1.01.1944 года | Резерв ставки ВГК         | -                     | 1-й гвардейский механизированный корпус | -                                   |
| 1.02.1944 года | Резерв ставки ВГК         | -                     | 1-й гвардейский механизированный корпус | -                                   |
| 1.03.1944 года | Резерв ставки ВГК         | -                     | 1-й гвардейский механизированный корпус | -                                   |
| 1.04.1944 года | Резерв ставки ВГК         | -                     | 1-й гвардейский механизированный корпус | -                                   |
| 1.05.1944 года | Харьковский военный округ | -                     | 1-й гвардейский механизированный корпус | -                                   |
| 1.06.1944 года | Резерв ставки ВГК         | -                     | 1-й гвардейский механизированный корпус | -                                   |
| 1.07.1944 года | Харьковский военный округ | -                     | 1-й гвардейский механизированный корпус | -                                   |
| 1.08.1944 года | Харьковский военный округ | -                     | 1-й гвардейский механизированный корпус | -                                   |
| 1.09.1944 года | Харьковский военный округ | -                     | 1-й гвардейский механизированный корпус | -                                   |
| 1.10.1944 года | Харьковский военный округ | -                     | 1-й гвардейский механизированный корпус | -                                   |
| 1.11.1944 года | Харьковский военный округ | -                     | 1-й гвардейский механизированный корпус | -                                   |
| 1.12.1944 года | Харьковский военный округ | -                     | 1-й гвардейский механизированный корпус | -                                   |
| 1.01.1945 года | 3-й Украинский фронт      | -                     | 1-й гвардейский механизированный корпус | -                                   |
| 1.02.1945 года | 3-й Украинский фронт      | -                     | 1-й гвардейский механизированный корпус | -                                   |
| 1.03.1945 года | 3-й Украинский фронт      | -                     | 1-й гвардейский механизированный корпус | -                                   |
| 1.04.1945 года | 3-й Украинский фронт      | -                     | 1-й гвардейский механизированный корпус | -                                   |
| 1.05.1945 года | 3-й Украинский фронт      | -                     | 1-й гвардейский механизированный корпус | -                                   |

## Командование бригады

### Командиры бригады
- Червяков, Фёдор Васильевич (23.10.1942 — 15.09.1943), гвардии подполковник, гвардии полковник;
- Цацук, Сергей Фёдорович (15.09.1943 — 15.12.1943), гвардии подполковник, гвардии полковник;
- Затулей, Степан Парамонович[10] (15.12.1943 — 10.06.1945), гвардии полковник, гвардии генерал-майор[11][12].

### Заместители командира бригады по строевой части
- Привалов Анатолий Николаевич (09.1943 — 10.06.1945), гвардии подполковник

### Заместители командира по политической части
- Ларочкин Павел Иванович (23.10.1942 — 22.12.1942), подполковник (22.12.1942 погиб в бою);
- Сокольчик Николай Филиппович (1943—1945), подполковник

### Начальники штаба бригады
- Казанов (12.1942 — 15.01.1943), гвардии майор;
- Шуляк Иван Пантелеевич (15.09.1943 — 15.12.1943), гвардии подполковник, гвардии полковник;
- Богомолов Иван Алексеевич (05.12.1943 — 10.06.1945), гвардии подполковник, гвардии полковник[11]

## Отличившиеся воины
| Награда | Ф. И.О                    | Должность                                               | Звание  | Дата награждения | Примечания                                                                         |
| ------- | ------------------------- | ------------------------------------------------------- | ------- | ---------------- | ---------------------------------------------------------------------------------- |
|         | Баранов Василий Андреевич | командир 1-го мотострелкового батальона                 | гвардии | 29.06.1945       | смертельно ранен 17 апреля 1945 года в тяжёлом бою за населённый пункт Циллингталь |
|         | Воронин Павел Мартынович  | командир танка M4-A2 18-го гвардейского танкового полка | гвардии | 29.06.1945       |                                                                                    |

За период участия бригады в Великой Отечественной войне произведено награждений личного состава орденами и медалями СССР:
- медаль «Золотая Звезда» — 2
- орден Ленина — 10
- орден Красного Знамени — 66
- орден Кутузова II степени — 1
- орден Суворова III степени — 2
- орден Кутузова III степени — 2
- орден Александра Невского — 16
- орден Отечественной войны I степени — 128
- орден Отечественной войны II степени — 382
- орден Красной Звезды — 1820
- орден Славы II степени — 1
- орден Славы III степени — 213
- медаль «За отвагу» — 1223
- медаль «За боевые заслуги» — 527

## Танкисты-асы
| Ф. И.О                   | Должность                                         | Звание           | Победы | Типы танков | Обстоятельства подвигов |
| ------------------------ | ------------------------------------------------- | ---------------- | ------ | ----------- | --- |
| Воронин Павел Мартынович | командир танка 18-го гвардейского танкового полка | гвардии старшина | 10     | Т-34, М4-А2 | в боях под Будапештом в январе и Веной в апреле 1945 года, также уничтожил 8 пушек, 2 бронетранспортёра, 6 автомашин и свыше 400 солдат и офицеров противника |

## Награды
| Награда (наименование)          | Дата награждения                                                                   | За что получена |
| ------------------------------- | ---------------------------------------------------------------------------------- | --- |
| Почётное звание «Гвардейская»   | присвоено приказом Народного комиссара обороны СССР № 308 от 18 сентября 1941 года | сформирована гвардейской на базе 2-го гвардейского стрелкового Краснознамённого полка |
| Почётное наименование «Венская» | присвоено приказом Верховного главнокомандующего № 085 от 17 мая 1945 года         | за отличия в боях при овладении городом Вена |
| Орден Красного Знамени          | награждена указом Президиума Верховного Совета СССР от 27 марта 1942 года          | за образцовое выполнение боевых заданий командования на фронте борьбы с немецкими захватчиками и проявленные при этом доблесть и мужество (награда унаследована от 85-го стрелкового полка) |
| Орден Суворова II степени       | награждена указом Президиума Верховного Совета СССР от 26 апреля 1945 года         | за образцовое выполнение боевых заданий командования в боях с немецкими захватчиками при овладение городами Чорно, Шарвар и проявленные при этом доблесть и мужество                        |

Также был удостоен наград и почётных наименований входивший в состав бригады
| 18-й гвардейский танковый ордена Александра Невского полк | 18-й гвардейский танковый ордена Александра Невского полк                           | 18-й гвардейский танковый ордена Александра Невского полк                                                                                          |
| Награда (наименование)                                    | Дата награждения                                                                    | За что получена |
| --------------------------------------------------------- | ----------------------------------------------------------------------------------- | --- |
| Почётное звание «Гвардейский»                             | присвоено приказом Народного комиссара обороны СССР № 00220 от 22 октября 1942 года | присвоено при формировании полка |
| Орден Александра Невского                                 | награждён указом Президиума Верховного Совета СССР от 26 апреля 1945 года           | образцовое выполнение заданий командования в боях с немецкими захватчиками при овладении городом Шопрон и проявленные при этом доблесть и мужество |

## Послевоенная история
В июне 1945 года 1-я гвардейская механизированная бригада 1-го гвардейского механизированного корпуса вошла в состав Южной группы войск. В августе 1945 года корпус был выведен на территорию СССР и преобразован в 1-ю гвардейскую механизированную дивизию (в/ч 35695). 1-я гвардейская механизированная бригада была преобразована в 1-й гвардейский механизированный полк (в/ч 31690) в составе этой дивизии, а 18-й гвардейский танковый полк был свёрнут в 18-й гвардейский танковый батальон.
Осенью 1945 года полк в составе дивизии был передислоцирован на территорию Ирана, в город Мераге, где вошёл в 4-ю общевойсковую армия.
Весной 1946 года 1-я гвардейская механизированная дивизия, в составе 4-й общевойсковой армии, была выведена из Ирана на территорию Азербайджана, Закавказский военный округ. Летом 1956 года дивизия была передана из состава 4-й общевойсковой армии в состав 31-го Особого стрелкового корпуса и переведена в город Тбилиси.
26 июня 1957 года 1-й гвардейский механизированный полк был переформирован в 1-й гвардейский мотострелковый полк 2-й гвардейской мотострелковой дивизии. 4 мая 1962 года 2-я гвардейская мотострелковая дивизия стала учебной, 1-й гвардейский мотострелковый полк также стал учебным. 17 ноября 1964 года дивизия поменяла название на — 16-я гвардейская учебная мотострелковая дивизия, 3 ноября 1967 года ей был возвращён номер её предшественницы — 100-я гвардейская учебная мотострелковая дивизия, с 1987 года дивизия стала называться — 171-й гвардейский окружной учебный центр.
В 1992 году 1-й гвардейский учебный мотострелковый Венский Краснознамённый ордена Суворова полк (в/ч 31690) был расформирован вместе с 171-м гвардейским окружным учебным центром.